# Paul R. McHugh
Paul Rodney McHugh (nascido em 1931) é um proeminente psiquiatra, pesquisador e educador americano. Foi por 26 anos Chefe de Psiquiatria do Johns Hopkins Hospital, Professor de Psiquiatria e diretor do Departamento de Psiquiatria e Ciência Comportamental da Universidade Johns Hopkins, uma das melhores universidades do mundo. Atualmente é professor universitário de psiquiatria na Faculdade de Medicina na Universidade Johns Hopkins e autor, co-autor e editor de sete livros dentro de seu campo. Sua postura sobre sexualidade, gênero e tratamento médico para indivíduos transgêneros tem gerado polêmica e controvérsia ao redor do mundo.

## Educação
O dr. McHugh nasceu em Lawrence, Massachusetts, filho de um professor do Lowell High School e de uma dona de casa. Ele se formou no Harvard College em 1952 e na Harvard Medical School em 1956. Enquanto em Harvard ele foi apresentado e, finalmente, dirigido para longe da escola freudiana de psiquiatria.
Após a faculdade de medicina, a formação de McHugh foi influenciada por George Thorn, o Médico Chefe do Hospital Peter Bent Brigham (agora Brigham and Women's Hospital) de Harvard. Thorn estava desiludido com a psiquiatria freudiana e sentiu que aqueles que se dedicavam a ela se tornaram medíocres, não conseguindo melhorar como médicos. Thorn incentivou a McHugh desenvolver uma carreira diferente, sugerindo que ele entrasse no campo da psiquiatria primeiro estudando neurologia. Na recomendação de Thorn, McHugh foi aceito no programa de residência de neurologia e neuropatologia no Hospital Geral de Massachusetts, onde estudou durante três anos sob o Dr. Raymond Adams, chefe do Departamento de Neurologia.
Do Massachusetts General, McHugh foi para o Instituto de Psiquiatria em Londres (onde estudou sob Sir Aubrey Lewis e foi supervisionado por James Gibbons e Gerald Russell). Após passar por Londres, McHugh foi à Divisão de Neuropsiquiatria do Walter Reed Army Institute of Research.
McHugh, além de ser um dos mais conceituados cientistas em sua área, é um católico praticante, politicamente liberal e culturalmente conservador, defensor da moral judaico-cristã, das instituições e dos valores familiares. Por ser associado à Igreja católica, ativistas de esquerda associados ao liberalismo social, alheios a evidência científica, criticam-no abertamente. A custa de grande prejuízo para a sociedade, indivíduos associados a grupos de interesses olvidam a verdade científica em assuntos polêmicos, comprometidos que são com sua agenda vinculada a um aparelhamento ideológico, político, científico e cultural e, alheios a verdade objetiva, socorrem-se sorrateiramente da ciência quando esta lhes convém.

## Carreira
McHugh ocupou vários cargos acadêmicos e administrativos, incluindo o de Professor de Psiquiatria da Weill Cornell Medical College (onde fundou o Laboratório de Pesquisa Behavioral Bourne), Diretor Clínico e Diretor de Residência Educacional da New York Presbyterian Hospital, Westchester Division. Depois ele se tornou Presidente do Departamento de Psiquiatria da Universidade de Oregon.
De 1975 a 2001, McHugh foi Professor de Psiquiatria e diretor do Departamento de Psiquiatria e Ciência do Comportamento da Universidade Johns Hopkins. Ao mesmo tempo, ele era psiquiatra chefe do Hospital Johns Hopkins. Atualmente é professor universitário de psicologia na Faculdade de Medicina da Universidade Johns Hopkins.
Sua pesquisa acadêmica e de campo centrou-se nas bases neurocientíficas de comportamentos motivados, genética psiquiátrica, epidemiologia e neuropsiquiatria. Em 1975, McHugh foi co-autor (juntamente com MF Folstein e SE Folstein) de um artigo intitulado "Mini-Estado Mental: um método prático para classificar o estado cognitivo dos pacientes para o clínico". Este artigo detalha o Mini exame do estado mental, um exame composto por apenas onze perguntas, que avalia de forma rápida e precisa os pacientes sinais de demência e outros estados de comprometimento cognitivo. É um dos testes mais amplamente utilizados no campo da saúde mental em todo o mundo. Em 1992, McHugh foi eleito para o Instituto de Medicina (IOM) - Academia Nacional de Ciências - agora a Academia Nacional de Medicina.
Em 2001, McHugh foi nomeado pelo presidente George W. Bush para o Conselho Presidencial de Bioética.

## Gênero, sexualidade e ressegmentação sexual
O dr. McHugh se opõe à cirurgia de reatribuição do sexo para pessoas transgêneras. Em 1979, fechou a clínica de identidade de gênero do hospital Johns Hopkins, explicando que um estudo descobriu que a maioria das pessoas que sofreram esse tipo de cirurgia continuaram a ter os mesmos problemas com relacionamentos, trabalho e emoções como antes.. Afirmou que o tratamento médico para jovens transgêneros é como realizar lipoaspiração em uma criança anoréxica, que as mulheres transgêneras no pós-operatório são "caricaturas de mulheres", pois a cirurgia não consegue mudar traços masculinos intrínsecos, que os transgêneros sofrem de uma desordem da suposição e considera a homossexualidade como um "desejo errôneo". Ele é coautor de uma crítica ao tratamento médico para jovens transgêneros publicado pelo American College of Pediatricians. Em artigo publicado no The Wall Street Journal o Dr. Paul R. McHugh,
Em agosto de 2016, McHugh foi co-autor de Relatório especial - Sexualidade e gênero: Conclusões das Ciências Biológicas, Psicológicas e Sociais, uma revisão de 143 páginas da literatura científica sobre gênero e sexualidade, publicada em The New Atlantis, uma revista publicada sob os auspícios do Centro de Ética e Políticas Públicas. A publicação ganhou ampla divulgação e debate na mídia.[carece de fontes?]

## Publicações
- McHugh, P. R. (2006). Try to Remember: Psychiatry's Clash over Meaning, Memory, and Mind. New York: DANA.
- ---. (2008). The Mind Has Mountains: Reflections on Society and Psychiatry. Baltimore, MD: Johns Hopkins University Press.

### Co-author
- Hedblom, J. H., & McHugh, P. R. (2007). Last Call: Alcoholism and Recovery.
- Fagan, P. J., & McHugh, P. R. Sexual Disorders: Perspectives on Diagnosis and Treatment.
- Neubauer, D. N., & McHugh, P. R. Understanding Sleeplessness: Perspectives on Insomnia.
- McHugh, P. R., & Slavney, P. R. (1998). The Perspectives of Psychiatry, 2nd ed. Baltimore, Maryland: Johns Hopkins University Press.

### Editor
- McHugh, P. R., & McKusick. Eds. (1990). Genes, Brain, and Behavior.